# Municipio de Kansas (condado de Woodford)
El municipio de Kansas (en inglés: Kansas Township) es un municipio ubicado en el condado de Woodford en el estado estadounidense de Illinois. En el año 2010 tenía una población de 433 habitantes y una densidad poblacional de 9,1 personas por km².

## Geografía
El municipio de Kansas se encuentra ubicado en las coordenadas 40°38′19″N 89°6′37″O / 40.63861, -89.11028. Según la Oficina del Censo de los Estados Unidos, el municipio tiene una superficie total de 47.57 km², de la cual 46,67 km² corresponden a tierra firme y (1,89 %) 0,9 km² es agua.

## Demografía
Según el censo de 2010, había 433 personas residiendo en el municipio de Kansas. La densidad de población era de 9,1 hab./km². De los 433 habitantes, el municipio de Kansas estaba compuesto por el 97 % blancos, el 0,23 % eran afroamericanos, el 1,15 % eran de otras razas y el 1,62 % eran de una mezcla de razas. Del total de la población el 0,46 % eran hispanos o latinos de cualquier raza.